# Biegi narciarskie na Mistrzostwach Świata w Narciarstwie Klasycznym 2009 – sztafeta kobiet
Sztafeta kobiet na 4x5 km był jedną z konkurencji XXXIV Mistrzostw Świata w Narciarstwie Klasycznym, zawody odbyły się 26 lutego 2009 roku. Tytuł sprzed dwóch lat obroniła reprezentacja Finlandii w składzie: Pirjo Muranen, Virpi Kuitunen, Riitta-Liisa Roponen i Aino-Kaisa Saarinen. Drugie miejsce zajęły Niemki: Katrin Zeller, Evi Sachenbacher-Stehle, Miriam Gössner i Claudia Nystad, a brązowy medal zdobyła reprezentacja Szwecji: Lina Andersson, Britta Johansson Norgren, Anna Haag oraz Charlotte Kalla.

## Rezultaty
| Miejsce | Numer | Państwo           | Zawodniczki                                                                  | Czas                                    | Strata  |
| ------- | ----- | ----------------- | ---------------------------------------------------------------------------- | --------------------------------------- | ------- |
| 01 !    | 1     | Finlandia         | Pirjo Muranen Virpi Kuitunen Riitta-Liisa Roponen Aino-Kaisa Saarinen        | 54:24,3 14:11,2 13:57,2 13:41,2 12:34,7 | —       |
| 02 !    | 2     | Niemcy            | Katrin Zeller Evi Sachenbacher-Stehle Miriam Gössner Claudia Nystad          | 54:37,3 14:34,7 14:44,9 12:37,9 12:39,8 | +13,0   |
| 03 !    | 4     | Szwecja           | Lina Andersson Britta Johansson Norgren Anna Haag Charlotte Kalla            | 54:37,7 14:33,0 14:38,6 13:09,3 12:16,8 | +13,4   |
| 4       | 3     | Norwegia          | Marit Bjørgen Therese Johaug Kristin Størmer Steira Marthe Kristoffersen     | 54:40,4 14:19,9 14:20,3 13:01,2 12:59,0 | +16,1   |
| 5       | 6     | Włochy            | Antonella Confortola Marianna Longa Sabina Valbusa Arianna Follis            | 55:16,8 15:13,0 14:07,7 13:19,7 12:36,4 | +52,5   |
| 6       | 15    | Polska            | Justyna Kowalczyk Kornelia Marek Sylwia Jaśkowiec Paulina Maciuszek          | 55:36,4 14:06,9 15:07,6 12:42,2 13:39,7 | +1:12,1 |
| 7       | 8     | Japonia           | Madoka Natsumi Masako Ishida Michito Kashiwabara Nobuko Fukuda               | 55:40,4 14:43,5 14:07,1 13:28,9 13:20,9 | +1:16,1 |
| 8       | 14    | Francja           | Élodie Bourgeois-Pin Karine Laurent Philippot Coraline Hugue Célia Bourgeois | 56:04,4 15:14,8 14:31,4 13:08,1 13:10,1 | +1:40,1 |
| 9       | 11    | Białoruś          | Wolha Wasilonak Alena Sannikawa Kaciaryna Rudakowa Wiktoryja Łapacina        | 56:49,1 15:15,4 14:33,9 13:38,7 13:21,1 | +2:24,8 |
| 10      | 9     | Kazachstan        | Tatjana Roszczina Jelena Kołomina Swietłana Małachowa Oksana Jacka           | 56:55,7 15:57,3 14:47,5 13:12,4 12:58,5 | +2:31,4 |
| 11      | 10    | Ukraina           | Wita Jakymczuk Łada Nesterenko Maryna Ancybor Wałentyna Szewczenko           | 57:19,1 15:33,0 15:36,3 13:26,7 12:43,1 | +2:54,8 |
| 12      | 5     | Czechy            | Eva Skalníková Kamila Rajdlová Ivana Janečková Helena Erbenová               | 57:33,4 16:16,7 14:30,9 13:26,3 13:19,5 | +3:09,1 |
| 13      | 12    | Stany Zjednoczone | Kikkan Randall Morgan Arritola Elizabeth Stephen Caitlin Compton             | 57:40,7 14:34,1 15:11,3 13:25,2 14:30,1 | +3:16,4 |
| 14      | 13    | Estonia           | Kaija Udras Triin Ojaste Tatjana Mannima Kaili Sirge                         | 58:10,0 15:12,7 15:02,7 14:05,9 13:48,7 | +3:45,7 |
| —       | 7     | Rosja             | Alona Sid´ko Olga Roczewa Julija Czepałowa Jewgienija Miedwiediewa           | DSQ                                     | —       |